# Paola Pigni
Paola Pigni (Milán, 30 de diciembre de 1945-Roma, 11 de junio de 2021) fue una atleta italiana especializada en la prueba de 1500 m en la que llegó a ser medallista de bronce olímpica en 1972.

## Carrera deportiva
En las pruebas de atletismo de los Juegos Olímpicos de Múnich 1972 ganó la medalla de bronce en los 1500 metros, con un tiempo de 4:02.85 segundos, llegando a meta tras la soviética Ludmila Bragina que con 4:01.38 segundos batió el récord del mundo, y la alemana Gunhild Hoffmeister (plata).